# Краснотуранський район
Краснотуранський райо́н (рос. Краснотуранский район) — адміністративно-територіальна одиниця (район) та муніципальне утворення (муніципальний район) в південній частині Красноярського краю Росії. Площа 3461 км². Населення - 13 978 осіб (2020 рік).
Адміністративний центр - село Краснотуранськ.

## Географія
Краснотуранський район розташовується в Мінусінській западині Сидо-Ербінської улоговини, на правобережжі річки Єнісей. Зі сходу район омивається Красноярським водосховищем, північну і південну частини розділяє Сидинська затока. У межах середньої частини району, займаючи невелику територію, простягається Сидинський передгірний степ.

## Історія
Центр Краснотуранського району - село Краснотуранськ - розташоване на березі Сидинської затоки. Раніше воно називалося Абаканським і знаходилося на березі річки Єнісей. Село було великим ремісничим центром і славилося ярмарками. У 1933 році його перейменували, взявши за основу назву гір Туран і Красна (Червона), між якими він розташовувався
В кінці XVII - початку XVIII століття в цих місцях жили єнісейські киргизи, койбали, байкотовці та інші етнічні групи Тубінського улусу. Російські козаки стали заселяти тутешню територію в першій чверті XVII століття, а в 1697 році було заплановано будівництво острога в гирлі річки Абакан для захисту від набігів кочівників.
Абаканский острог «за каменем Туран в центрі Киргизької земельки» був побудований в 1707 році за указом Петра I. Служилі люди досягли гирла річки Абакан, але порадившись між собою, вирішили ставити острог нижче по Єнісею.
Звели Абаканський острог (нинішній с. Краснотуранськ) за 15 днів, і воєвода Ілля Цицурін заслухав присягу російському государеві 20 хакаських улусів про прийняття російського підданства. Так, в Абаканському острозі розмістилася управительна контора - основне місце управлінню хакасами, що жили в Мінусінській улоговині.
До XIX століття в острозі селилися сибірські старожили (чалдони), а в кінці XIX століття стали перебиратися переселенці з європейської частини Росії. Наразі історичне поселення знаходиться на дні Красноярського водосховища.
У 1917 році в районі налічувалося селищ в три рази більше, ніж зараз - близько 90, в яких проживали 18 тисяч осіб. 
Абаканский район утворений 4 квітня 1924 року в межах Мінусінського повіту Єнісейської губернії. У 1925 році Абаканський район в складі новоствореного Мінусінського округу увійшов до Сибірського краю. У 1930 році Мінусінський округ був скасований. Абаканський район увійшов спочатку в Західно-Сибірський край як національний хакаський, а потім в цьому ж році переданий до складу Східно-Сибірського краю. У 1933 році Абаканський район був перейменований в Краснотуранський. У 1934 році Краснотуранський район увійшов в новоутворений Красноярський край. У 1962 році в зв'язку зі зведенням Красноярської ГЕС і затопленням багатьох сіл та райцентру Краснотуранськ район був скасований і увійшов в Курагінський район.
Однак, з перенесенням Краснотуранська на нове місце в 1966 році район знову був відновлений.